# Notylia fragrans
Notylia fragrans là một loài thực vật có hoa trong họ Lan. Loài này được Wullschl. ex H.Focke mô tả khoa học đầu tiên năm 1853.